# Faust : Apparition de Méphistophélès
 (juillet 2025).
Pour plus de détails, voir Fiche technique et Distribution.
Faust : Apparition de Méphistophélès est un film français réalisé par Auguste et Louis Lumière sorti en 1897. C'est un film fantastique.

## Synopsis
Faust tient une cérémonie et Méphistophélès apparaît. Ce film a représenté une partie de Faust.

## Fiche technique
- Réalisation : Auguste et Louis Lumière
- Genre : fantastique
- Société de production : Société Lumière
- Pays :  France
- Format : noir et blanc - muet